# بيل سميث (لاعب كرة قدم أمريكية)
بيل سميث (بالإنجليزية: Bill Smith)‏ هو لاعب كرة قدم أمريكية أمريكي، ولد في 3 يناير 1912 في سياتل في الولايات المتحدة، وتوفي في 20 يونيو 1999 في كارميل-بي-ثي-سي في الولايات المتحدة.